# NK Vrbovec
Der NK Vrbovec wurde im Jahr 1924 gegründet und zählt zu den traditionsreichsten Fußballvereinen in der Region um Zagreb. In seiner langen Geschichte hat der Verein in verschiedenen Ligen des kroatischen Fußballs gespielt und dabei Höhen und Tiefen erlebt.

## Geschichte

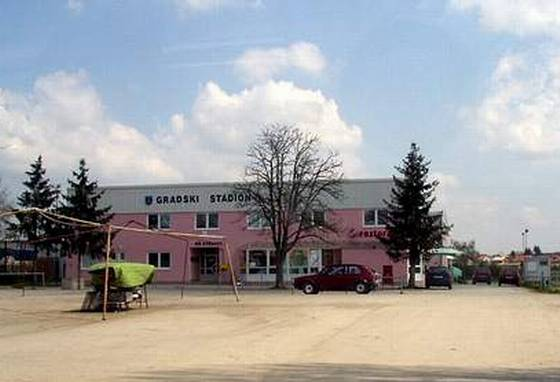
Stadion „Sajmište“ in Vrbovec

- Gründung und frühe Jahre: Ursprünglich als lokaler Sportklub gegründet, etablierte sich NK Vrbovec schnell als wichtiger Bestandteil der regionalen Fußballszene.
- Nachkriegszeit: In den Jahrzehnten nach dem Zweiten Weltkrieg spielte der Verein hauptsächlich in regionalen Ligen und fokussierte sich auf die Förderung lokaler Talente.
- Unabhängigkeit Kroatiens: Mit der Unabhängigkeit Kroatiens Anfang der 1990er Jahre erlebte der kroatische Fußball eine Umstrukturierung, und NK Vrbovec wurde Teil der neu organisierten Ligensysteme.

NK Vrbovec wurde 1924 gegründet und spielt derzeit in der 3. HNL – Staffel West. Von 1999 bis 2002 war der Verein zweitklassig. Im Pokal 2000/01 schaffte es der Verein bis ins Achtelfinale, wo er am Erstligisten NK Varteks Varazdin scheiterte.
Der größte Klubtransfer war der Transfer von Drago Papa zu NK Kamen Ingrad Velika.

## Frühere Klubbezeichnungen
- VŠK Zrinski (1924–1945),
- Naprijed    (1946–1948),
- Vrbovec     (1949–1970),
- Zrinski     (1971–1972),
- PIK Vrbovec (1972–2001) (nach dem Zusammenschluss mit SD PIK Vrbovec),
- NK Vrbovec (seit 2001)

## Stadion
NK Vrbovec spielt im eigenen Stadion „Sajmište“, welches eine Kapazität von 3.000 Zuschauern aufweist.